# Adam Świtek
Adam Józef Świtek (ur. 24 grudnia 1901 w Inowrocławiu, zm. 19 marca 1960 w Paryżu) – polski bokser, olimpijczyk.
Wraz z Janem Ertmańskim wystąpił na igrzyskach olimpijskich w Paryżu w 1924 roku w kategorii półśredniej.